# Aloe luapulana
Aloe luapulana ist eine Pflanzenart der Gattung der Aloen in der Unterfamilie der Affodillgewächse (Asphodeloideae). Das Artepitheton luapulana verweist auf das Vorkommen der Art in der Provinz Luapula in Sambia.

## Beschreibung

### Vegetative Merkmale
Aloe luapulana wächst stammlos und einfach. Die etwa 16 eiförmig verschmälerten Laubblätter bilden eine kompakte Rosette. Die hellgrüne, undeutlich gestreifte Blattspreite ist 30 bis 50 Zentimeter lang und 6 bis 7 Zentimeter breit. Die Blattunterseite ist gräulich grün und deutlicher gestreift. Die stechenden, bräunlich gespitzten Zähne am knorpeligen Blattrand sind 1 bis 4 Millimeter lang und stehen 8 bis 20 Millimeter voneinander entfernt. Der Blattsaft trocknet gelb.

### Blütenstände und Blüten
Der aufrechte Blütenstand weist bis zu etwa sechs Zweige auf und erreicht eine Länge von etwa 100 Zentimeter. Die lockeren, zylindrisch spitz zulaufenden Trauben sind 15 bis 25 Zentimeter lang und 6 Zentimeter breit. Die eiförmig-spitzen Brakteen weisen eine Länge von 4 bis 5 Millimeter auf und sind 3,5 Millimeter breit. Die korallenroten, leicht bereiften Blüten werden zur Mündung gelblich und stehen an etwa 7 Millimeter langen Blütenstielen. Sie sind 28 bis 33 Millimeter lang und an ihrer Basis gestutzt. Auf Höhe des Fruchtknotens weisen die Blüten einen Durchmesser von 8 bis 9 Millimeter auf. Darüber sind sie auf etwa 5 Millimeter verengt und schließlich zur Mündung sehr leicht erweitert. Ihre äußeren Perigonblätter sind auf einer Länge von 13 bis 15 Millimetern nicht miteinander verwachsen. Die Staubblätter und der Griffel ragen etwa 6 Millimeter aus der Blüte heraus.

## Systematik und Verbreitung
Aloe luapulana ist im Norden von Sambia zwischen Felsen und auf Termitenhügeln in Höhen von 1150 bis 1280 Metern verbreitet.
Die Erstbeschreibung durch Leslie Charles Leach wurde 1972 veröffentlicht.

## Nachweise